# Maska strzelnicy
Maska strzelnicy – przedłużenie czołowej ściany schronu bojowego osłaniające strzelnicę przed ostrzałem bocznym.